# Bürgerblock Landkreis Bamberg
Der Bürgerblock Landkreis Bamberg (BBL) ist eine kommunale Wählergruppe im Landkreis Bamberg. 
Bei der Kommunalwahl 2002 errang der Bürgerblock sieben Mandate im Kreistag des Landkreises Bamberg, bei der Kommunalwahl 2008 acht Mandate. Bei der Kommunalwahl 2014 waren es deren sieben und seit der Kommunalwahl 2020 umfasst die Fraktion fünf Kreisräte. Fraktionsvorsitzende ist Sigrid Reinfelder, Bürgermeisterin von Breitengüßbach.